# رون فينيران
رون فينيران (بالإنجليزية: Ron Finneran)‏ هو متزحلق جبال الألب أسترالي، ولد في 1944.